# Stichopogon mukherjeei
Stichopogon mukherjeei är en tvåvingeart som beskrevs av Joseph och Parui 1999. Stichopogon mukherjeei ingår i släktet Stichopogon och familjen rovflugor. Inga underarter finns listade i Catalogue of Life.